# 額我略十六世
額我略十六世（拉丁語：Gregorius PP. XVI；1765年9月18日—1846年6月1日）原名巴爾多祿茂·亞爾伯·卡佩拉里（Bartolomeo Alberto Cappellari），1831年2月2日當選教宗，同年2月6日即位至1846年6月1日為止。

## 簡介
他是一位守舊主義者和传统主义者，在整个欧洲和教宗国中反对共和主義改革和现代化，视这些改革为左派所發動的革命。针对这样的趋势，他一直试图加强宗教和政治权威。他也鼓励海外传教活动以此增强教会的国际影响力。但是他的严厉镇压和过度的财政开支使得他在国内很不受欢迎。他是最近一位使用“额我略”为称号的教宗。同时，他也是最近一位在成为教宗前不是主教的教宗。

## 譯名列表
- 額我略十六世：天主教香港教區禮儀委員會：禧年專頁 （页面存档备份，存于）作“額我略”。
- 國瑞十六世：香港天主教教區檔案　歷任教宗作“國瑞”。
- 格列高列十六世：《大英簡明百科知識庫》2005年版[]作“格列高列”。
- 格雷戈里十六世：《世界人名翻譯大辭典》1993年版作“格雷戈里”。
- 格列哥里十六世：國立編譯舘作“格列哥里”。